# Atherina hepsetus

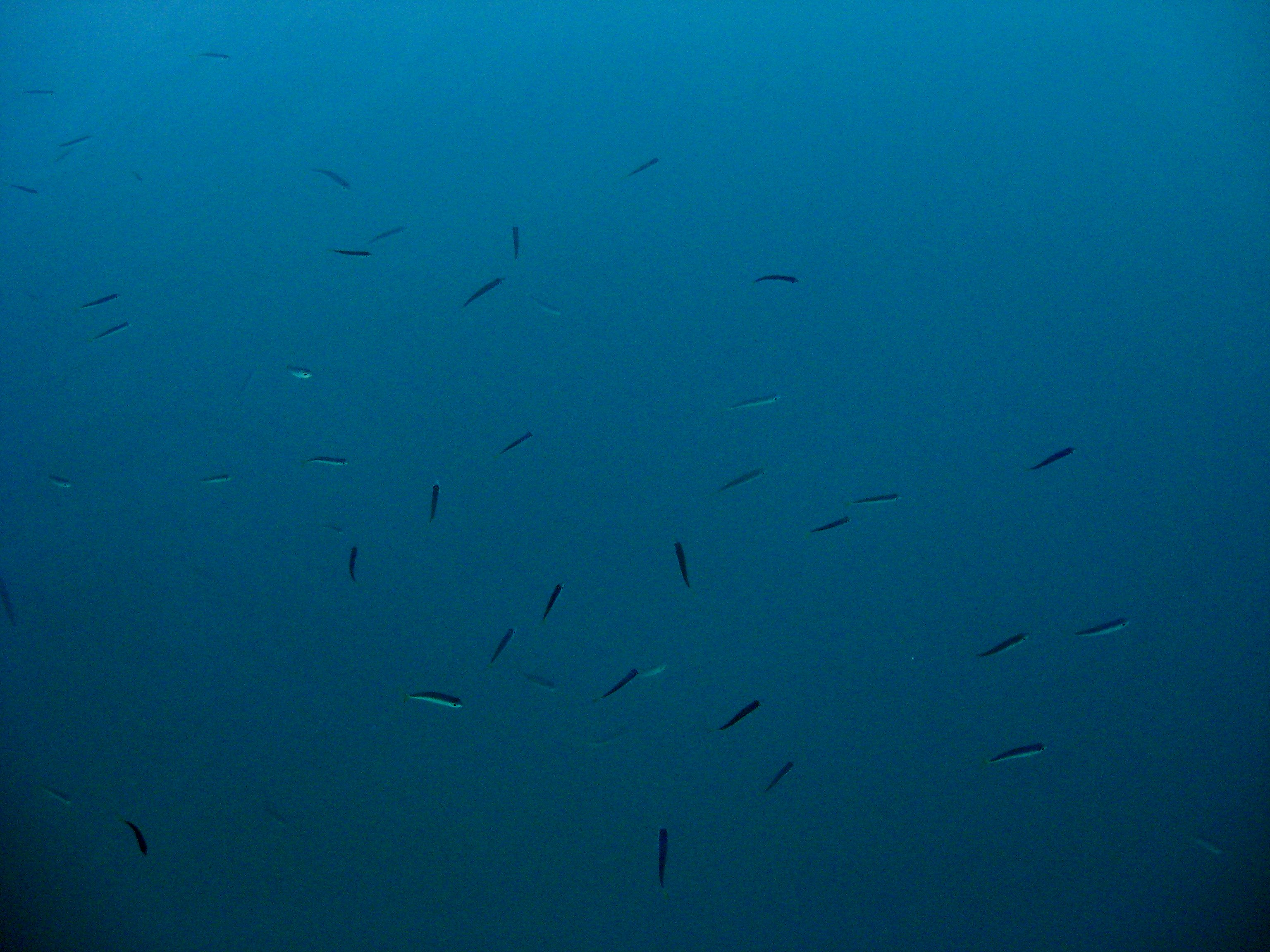
Mola fotografiada a prop de les costes de Turquia.

Atherina hepsetus és una espècie de peix teleosti pertanyent a la família dels aterínids. Popularment es coneix com a xanguet, xesclet, xisclet, cerclet, peix sense sang, peix reig (ant. Dic. Faraudo).

## Descripció
- Pot arribar a fer 20 cm de llargària màxima (normalment, en fa 15).[5][6]

## Alimentació
Menja copèpodes pelàgics i crustacis bentònics.

## Depredadors
A Itàlia és depredat per l'escórpora fosca (Scorpaena porcus).

## Hàbitat
És un peix d'aigua marina i salabrosa, pelàgic-nerític i de clima subtropical (45°N-25°N, 20°W-45°E), el qual, de vegades, és present a les llacunes marines (a França) i els estuaris (a Portugal).

## Distribució geogràfica
Es troba a l'Atlàntic oriental (les costes de la península Ibèrica, el Marroc, Madeira i les illes Canàries), la Mediterrània occidental, la mar Adriàtica i la mar Negra.

## Observacions
És inofensiu per als humans i de costums gregaris.